# محمد العقاد
محمد العقاد (1351- 1422 هـ / 1932- 2001 م) ممثل ومخرج سوري.

محمد العقاد ودريد لحام في الإعداد لأحد أعمالهما الفنية

## سيرته
وُلد محمد العقاد في دمشق يوم السبت 15 جُمادى الآخرة 1351هـ الموافق 15 أكتوبر 1932م، لأسرة دمشقية عريقة.
عشق التمثيل فصمَّم على خوض غمار التمثيل على الرغم من معارضة أسرته. اشترك في فرقة (عبد اللطيف فتحي) المسرحية، وظل يعمل مع الفرقة المسرحية الجوَّالة حتى افتتاح التلفاز السوري في 23 من تموز عام 1960م، فالتحق بالعمل فيه، وشارك في التمثيل والإخراج.
شارك العقاد في عدة أفلام سنمائية من أهمها: (خياط للسيدات) 1969، و(عندما تغيب الزوجات) 1975، و(الحدود) 1984. وشارك في عدة مسلسلات تلفازية من أهمها: (مذكرات حماد) 1968 من تأليف وإخراج دريد لحام، (صح النوم) 1972، و(ملح وسكر) 1973، و(عريس الهنا) 1984، و(أيام شامية) 1992، و(دنيا) 1999.
وشارك في مطلع الستينيات في برنامج (نهوند) التمثيلي المنوَّع، الذي تناولت حلَقاتُه الفنانين الذين عرفتهم دمشق أيام أبي خليل القبَّاني وما بعده في القرن التاسع عشر، وهو من كتابة الفنان حكمت محسن، وكان بطل معظم الحلَقات رفيق السبيعي، وشارك العقاد فيه مع عدد من الممثلين منهم: تيسير السعدي، ونزار فؤاد، ونور كيالي، وفهد كعيكاتي بشخصية (أبو فهمي)، وأخرجه جميل ولاية. وشاركت فرقةُ أمية للفنون الشعبية بالرقصات الاستعراضية الغنائية ضمن البرنامج.
وشارك أيضًا في المسرحية الضخمة (يوم من أيام الثورة السورية) التي كتبها حكمت محسن، وهي أشبه بالأوبريت في فصلين؛ تضمَّنت التمثيل والغناء والرقص الشعبي. وأخرجها تيسير السعدي، وقدَّمتها فرقة (المسرح الشعبي)، وكان عرضُها على مسرح معرِض دمشق الدَّولي، في نهاية عام 1959م. ووضع ألحان الأغنيات فيها عدنان قريش، والموسيقا التصويرية صُلحي الوادي وهو الذي قاد الفرقة الموسيقية التي رافقت العروضَ وأدَّت الموسيقا في عزف حي. وشارك فيها عددٌ كبير من الممثلين، منهم: رفيق السبيعي، ونزيه شركس، ومحمد خير الفقير، وعبد اللطيف فتحي، وأنور البابا، وفهد كعيكاتي، وأكرم خلقي، ونزار فؤاد، وعبد الرحمن آل رشي، وصبحي الطرابلسي، وياسين بقوش، ويوسف الشويري، ونور كيالي، وعبد الوهاب عزت، وأديب قضماني، وبديع نجاتي، وعدنان صافية، وسعيد إيتوني، وأديب المنجد، وإبراهيم صافي، وعمر الطوخي، وخالد بهنسي، وبهيج خباز، وراتب قبرصلي، والممثلتان كلير سمعان، وميليا شمعون فؤاد.
وأخرج عام 1977 مسلسلًا للتلفزة السورية من خمس حلَقات بعنوان (مبروكة)، أعدَّه محمد الماغوط وعادل أبو شنب، وأدى بطولته ياسر العظمة، والوجه الجديد آنذاك جيانا عيد.
تزوَّج العقاد من الممثلة اللبنانية مرجريت شمعون، وهي أخت الممثلة ميليا شمعون التي تزوَّجها الممثل نزار فؤاد.

## من أهم أعماله

### مسلسلات
- صح النوم (ممثل ومدير الإنتاج)
- صح النوم الجزء الثاني
- الخوالي
- أيام شامية
- دائرة النار
- دنيا الجزء الأول
- غيوم بيضاء
- الأخوة الجزء الأول
- ملح وسكر
- وادي المسك

### أفلام
- عقد اللولو
- امرأة تسكن وحدها
- خياط للسيدات
- فلم صح النوم
- العندليب
- غوار جيمس بوند
- عندما تغيب الزوجات
- إمبراطورية غوار
- الحدود
- نساء بلا أجنحة

وغيرها من الأعمال التلفازية.

## وفاته
توفي محمد العقاد يوم السبت 16 رمضان 1422هـ الموافق 1 ديسمبر (كانون الأول) 2001م.